# Færøernes Stift
Færøernes Stift (Biskupsdømi Føroya) var fra 15. november 1990 til 29. juli 2007 et stift i den danske folkekirke, med tilsammen 1 provsti med 14 præstegæld, 62 kirker (inkl. Tórshavn Domkirke), 2 bedehuse og 21 præster inkl. embedet som domprovst. 
2007 blev den færøske kirke selvstændig, under navnet Fólkakirkjan í Føroyum. 